# Elżbieta Jaraczewska
Elżbieta z Krasińskich Jaraczewska (ur. 10 stycznia 1791, zm. 30 września 1832) – polska powieściopisarka, autorka romansów i umoralniających książek dla dzieci.

## Życiorys
Elżbieta Krasińska urodziła się 10 stycznia 1791 w Warszawie. Jej rodzice pochodzili z najsłynniejszych rodów polskich. Ojciec – Kazimierz Krasiński (oboźny wielki koronny), był synem kasztelana zakroczymskiego Antoniego Krasińskiego herbu Ślepowron (1693–1762). Ożenił się z Anną Ossolińską, miecznikówną litewską, córką Aleksandra Macieja. Z tego małżeństwa, zawartego w roku 1782 przyszło na świat dwoje dzieci: Józef Maciej Wawrzyniec Onufry, urodzony w roku 1783 i Elżbieta Marianna Józefa Anna. Familię Krasińskich zaliczano do najlepszych w kraju, jej członkom przysługiwał tytuł hrabiowski, zaś brat Jaraczewskiej – Józef – należał do grupy najbogatszych ludzi w Polsce. Najwcześniejsze dzieciństwo spędziła w majątku rodzinnym Zegrze, później trafiła do Galicji, a w roku 1802 zamieszkała w Radziejowicach pod Warszawą. W młodości otrzymała bardzo staranne wykształcenie.
Wyszła za mąż w 1815 r. za Adama Jaraczewskiego, urodzonego 17 lutego 1785 r. w Lubini Małej koło Jarocina. Zaraz po ślubie, prawdopodobnie pod koniec roku 1815, Jaraczewscy przenieśli się do Borowicy (około 30 km od Lublina).
W latach 1815–1830 przebywała głównie we własnym majątku (w Borowicy i Żulinie) i tam prawdopodobnie powstały wszystkie jej powieści.
Jednym z ciekawszych epizodów w życiu Jaraczewskiej było zawarcie w 1818 r. znajomości z Johannem Wolfgangiem Goethem w czasie pobytu w Karlsbadzie.
Jaraczewscy mieszkali w Borowicy do wybuchu powstania listopadowego, do którego Adam Jaraczewski przystąpił w stopniu pułkownika, organizując 1 pułk jazdy lubelskiej (późniejszy 10 pułk, którym dowodził). Jaraczewska zmuszona była opuścić majątek i przenieść się do Krakowa. Nigdy do Borowicy nie powróciła, podobnie jak jej mąż, który zmarł 22 lipca 1831 r. w Płocku i został pochowany w rodowym majątku – Jaraczewie.
Elżbieta Jaraczewska zmarła rok później, 30 września 1832 r. w Krakowie. Przyczyną śmierci był najprawdopodobniej nowotwór, choć pisano również o chorobie nerwowej, na którą miała zapaść pod wpływem wieści o zgonie męża. Jej dobroczynne przedsięwzięcia zakończyły swe trwanie wraz ze śmiercią założycielki, majątek powrócił do Józefa Krasińskiego.

## Twórczość

### Ważniejsze utwory
1. Zofia i Emilia. Powieść narodowa, oryginalnie przez Polkę napisana,[2][3] t. 1–2, Warszawa 1827; wyd. następne: zobacz Wydania zbiorowe; Bruksela 1862, Biblioteka Domowa, nr 31; Warszawa 1957
2. Wieczór adwentowy. Powieść narodowa, przez autorkę "Zofii i Emilii"[4][5], t. 1–2, Warszawa 1828; wyd. następne: zobacz Wydania zbiorowe; Bruksela 1862, Biblioteka Domowa, nr 32; Tarnów 1890
3. Upominek dla dzieci, czyli krótkie powieści moralne, przez autorkę "Zofii i Emilii"[6], Warszawa 1828; wyd. następne: Powieści krótkie, moralne dla dzieci, Warszawa 1842
4. Pierwsza młodość, pierwsze uczucia. Powieść narodowa przez autorkę "Zofii i Emilii"[7][8][9][10], t. 1–4, Warszawa 1829; wyd. następne: zobacz Wydania zbiorowe; Bruksela 1862, Biblioteka Domowa, nr 33–34; fragmenty przedr. M. Piszczkowski w: Obrońcy chłopów w literaturze polskiej, cz. 2, Kraków 1948, s. 55–58.

Jedynie debiut powieściowy Jaraczewskiej doczekał się swej reedycji po II wojnie światowej (1957).

### Wydania zbiorowe
- Powieści narodowe. Wydanie nowe J. N. Bobrowicza, uczynione za upoważnieniem familii autorki[11][12][13][14], t. 1–4, Lipsk 1845, (zawartość: poz. 1–2, 4).

### Listy
- Do K. Koźmiana 3 listy – z lat: 1821, 1828 i brak daty; rękopis: Biblioteka PAN Kraków, sygn. 2031, t. 2.